# Omelette norvegese
L'omelette norvegese, chiamata anche omelette surprise o omelette norvégienne o omelette surprise norvégienne in francese, o baked Alaska in inglese, è un dessert molto caldo all'esterno con gelato all'interno. Una variante consiste nel preparare il dessert flambé.

## Storia
Esistono varie versioni sull’origine e la paternità di questo dessert. 
Nel 1866, sulle pagine del quotidiano francese, Liberté, il giornalista Leon Brise raccontava che Balzac, chef del Grand Hotel di Parigi, aveva inventato il dolce nel 1867, durante l'Esposizione Universale di Parigi, sulla base degli esperimenti del conte Benjamin Thompson. 
Il fisico americano aveva ricoperto di albumi sbattuti un pezzo di formaggio ghiacciato, scoprendo così la capacità di isolante termico della meringa grazie all’aria imprigionata negli albumi durante la sbattitura. Una tesi sostiene che vada a Thompson, quindi, il merito dell'invenzione di questo dolce, la cui nascita risalirebbe perciò al 1804; lo stesso Thompson lo chiamò "Omelette surprise".
La denominazione Baked Alaska è attribuita a uno chef del ristorante Delmonico's di New York, Charles Ranhofer, che lo nominò così nel 1867 per festeggiare l’attribuzione dell’Alaska agli Stati Uniti. E, sempre negli Stati Uniti, il 1º febbraio si festeggia il Baked Alaska day.

## Preparazione
È costituito da una base di biscotti o pasta margherita tagliata a fette, imbevuta con alcool (kirsch o maraschino o rum), sormontata da una crema gelato, eventualmente ricoperta da una pâte à bombe preparata con tuorlo d'uovo, aroma di vaniglia e zucchero montati con la frusta. Lo strato esterno è costituito dagli albumi montati a neve, lavorati a spatola e spolverati di zucchero. La cottura deve essere veloce, con il forno molto caldo, e lo strato di meringa così ottenuto impedisce al calore di arrivare alla parte interna e scioglierla. Esistono varie versioni con diversi ripieni e guarnizioni del dolce. Appena estratto dal forno, il dessert va servito subito perché, "à l'instar de Luis XIV, n'aime pas attendre", come Luigi XIV, non ama aspettare.

## Nella cultura di massa
Nel 1938, l’omelette surprise è citata in La nausea, del filosofo Jean-Paul Sartre in relazione a uno stato di rabbia narra lo scrittore che la sua rabbia si dimenava all'esterno, mentre gli pareva di avere dentro un blocco di ghiaccio, come un'omelette-surprise.
Anche lo scrittore australiano Paul Wenz parla dell'omelette surprise in relazione a uno stato d'animo quando descrive i francesi durante la prima guerra mondiale: sotto la loro apparente infiammabilità nascondono un insospettabile sangue freddo.
Ne La Montagna Incantata di Thomas Mann, inoltre, il sopraggiungere del mese di ottobre, con il calore del sole che cela un gelo segreto e con l'interna frescura dell'atmosfera superficialmente scaldata, suggerisce al personaggio principale, Hans Castorp, questo paragone culinario: "la Omelette au Surprise, col gelato sotto la calda chiara d'uovo montata".
Nel romanzo L'opposto di me stessa della scrittrice e giornalista australiana Meg Mason, si cita il Baked Alaska durante una conversazione tra la protagonista Martha e la sorella Ingrid.
Nel film del 2023 "il gusto delle cose" di Tran Anh Hung è il dessert del pranzo, nella prima parte del film, cucinato da Eugenie (Jiuliette Binoche) cuoca di Dodin (Benoit Magimel)